# 兵庫県道292号下立杭柏原線
兵庫県道292号下立杭柏原線（ひょうごけんどう292ごう しもたちくいかいばらせん）は、兵庫県丹波篠山市から丹波市に至る一般県道である。

## 概要
丹波篠山市今田町下立杭から丹波市柏原町下小倉に至る。

### 路線データ
- 起点：丹波篠山市今田町下立杭（交点）
- 終点：丹波市柏原町下小倉（交点）
- 総延長：20.193 km
- 不通区間
  - 丹波篠山市今田町四斗谷 - 丹波篠山市今田町黒石
  - 丹波市山南町上滝 - 丹波市柏原町下小倉

## 路線状況

### 重複区間
- 兵庫県道141号黒石三田線（丹波篠山市今田町黒石）
- 兵庫県道36号西脇篠山線（丹波篠山市今田町黒石 - 丹波市山南町阿草）
- 兵庫県道77号篠山山南線（丹波市山南町上滝）

## 地理

### 通過する自治体
- 兵庫県
  - 丹波篠山市 - 丹波市

### 交差する道路
| 交差する道路                                                             | 市町村名   | 交差する場所                   | 交差する場所                   |
| ------------------------------------------------------------------------ | ---------- | ------------------------------ | ------------------------------ |
| 兵庫県道141号黒石三田線                                                  | 丹波篠山市 | 今田町下立杭                   | 起点                           |
| 国道372号                                                                | 丹波篠山市 | 今田町上小野原（かみおのばら） | 上小野原（かみおのはら）交差点 |
| 通行不能区間                                                             |            |                                |                                |
| 兵庫県道141号黒石三田線 重複区間起点                                     | 丹波篠山市 | 今田町黒石                     |                                |
| 兵庫県道36号西脇篠山線 重複区間起点 兵庫県道141号黒石三田線 重複区間終点 | 丹波篠山市 | 今田町黒石                     |                                |
| 兵庫県道36号西脇篠山線 重複区間終点                                      | 丹波市     | 山南町阿草                     |                                |
| 兵庫県道77号篠山山南線 重複区間起点                                      | 丹波市     | 山南町上滝                     |                                |
| 兵庫県道77号篠山山南線 重複区間終点                                      | 丹波市     | 山南町上滝                     |                                |
| 通行不能区間                                                             |            |                                |                                |
| 国道176号                                                                | 丹波市     | 柏原町下小倉（しもおぐら）     | 終点                           |

### 交差する鉄道
- 福知山線

### 沿線
- 立杭陶の郷
- 丹波竜の里公園
- 川代公園